# Nationalservisen

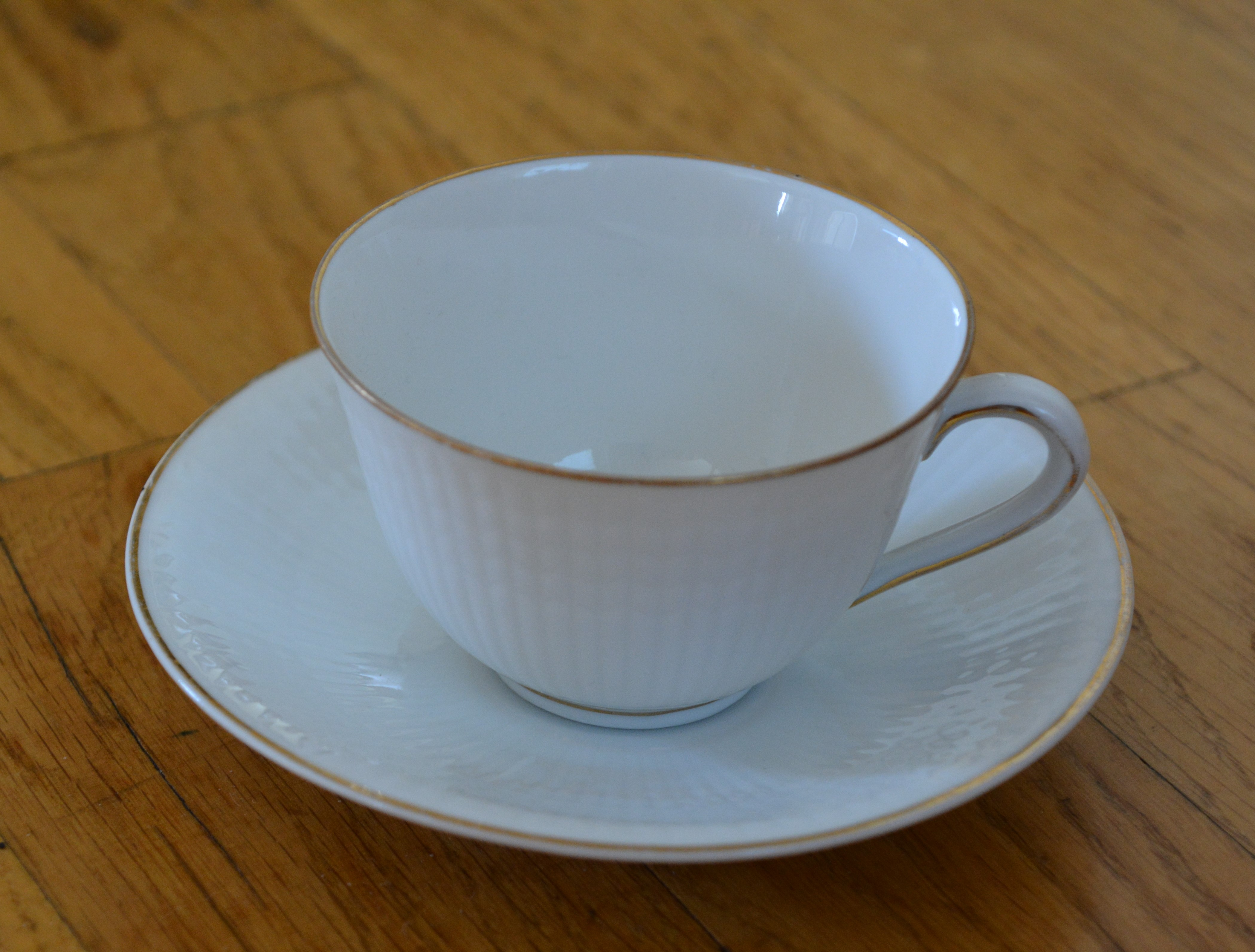
Kaffekopp ur den ursprungliga Nationalservisen (med guldrand)

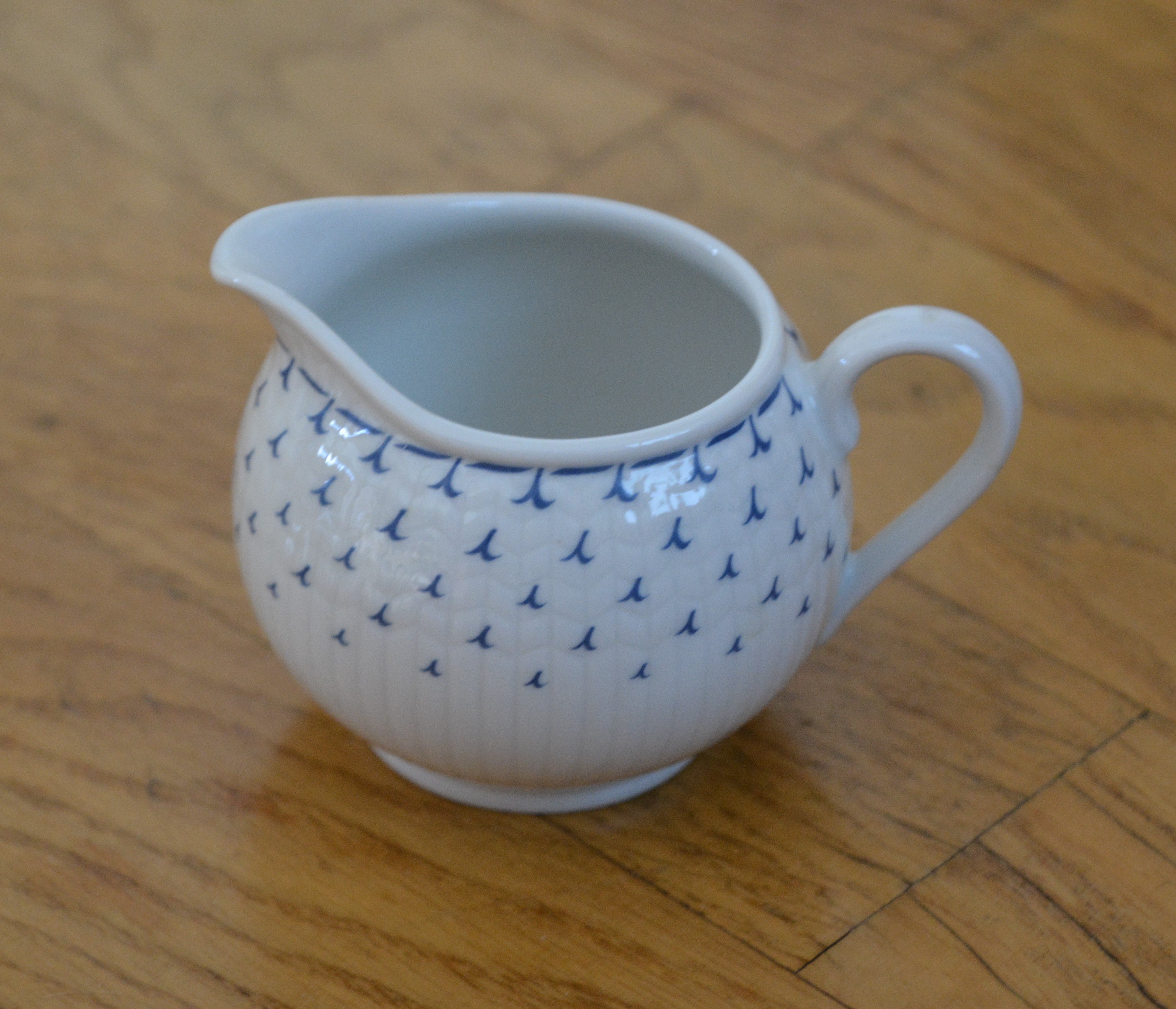
Gräddsnipa, Blå vinge

Nationalservisen är en porslinsservis, ursprungligen i fältspat, från Rörstrands Porslinsfabrik, som är formgiven av Louise Adelborg och som lanserades på Stockholmsutställningen 1930.
Nationalservisen har tillverkats i olika varianter, från 2001 under namnet Swedish Grace. Den ursprungliga Nationalservisen gjordes i vitt porslin men en guldrand som dekor. Den har ett mönster med ett stiliserat veteax i relief. Louise Adelborg använde detta mönster, med inspiration av vasakärven, första gången 1923 på sin porslinsvas Vase.
Nationalservisen har tillverkats med fler än 200 dekorer, av vilka 22 har ritats av Louise Adelborg.  Den har sålts sedan 1932 och har varit en av Rörstrands mest sålda modeller. 

## Exempel på varianter av Nationalservisen
- Louise, tidigt 1930-tal – 1940-talet, 1990-talet, av Louise Adelborg
- Romeo/Kardinal, 1940-tal, 1956–1971
- Landskapsblommor, 1948–1971, av Louise Adelborg
- Snökristall, 1951–1966, av Hertha Bengtsson
- Stensöta/Lummer, 1950-tal
- Astrid, troligen 1950-tal
- Pimpernell, 1956–1964
- Linnea, 1956–1971
- Bellis, 1960-tal
- Prince, 1970- och 1980-tal, av Jackie Lynd
- Blå vinge, 1981–1987, av Tina Eldfast
- Mårbacka, 1993–2008, av Pia Rönndahl
- Empir, 1990-tal, av Jackie Lynd
- Swedish Grace Winter, av Katarina Brieditis
- Klöver och timotej